# Фейгин, Марк Захарович
Марк Заха́рович Фе́йгин (род. 3 июня 1971, Куйбышев) — российский юрист. Принимал участие в защите группы Pussy Riot, националиста Ильи Горячева (БОРН), украинской военнослужащей Надежды Савченко. Депутат Государственной думы (1994—1995). Заместитель мэра Самары (1997—2007). В апреле 2018 года был лишён статуса адвоката. Кандидат юридических наук (1999).
Ведёт YouTube-канал «Фейгин Live» на политические темы.

## Биография
Родился в семье служащих, отец — Захар Фейгин, еврей, мать — Лидия Петровна Терентьева (род. 16 декабря 1943), русская. Утверждает, что является дальним непрямым родственником одного из организаторов ВЛКСМ Герасима Фейгина (1901—1921).

### Молодость
С 1988 по 1989 год — рабочий дистанции гражданских сооружений Куйбышевского отделения Куйбышевской железной дороги.

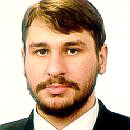
Фейгин во время работы в Государственной думе (1994)

Студентом стал активно участвовать в политической жизни Самары.
В 1989 году вступил в партию «Демократический союз», где оставался до 1991 года, в 1990 году выпускал независимую самиздатовскую газету «Третья сила».
С 1992 года сопредседатель Самарской областной организации «Демократическая Россия».
В начале 1990-х был членом правого Народно-трудового союза российских солидаристов и создал его самарское отделение.
В 1993 году — координатор Самарского регионального отделения общественно-политического блока «Выбор России».
В 1993 году перед выборами в Государственную думу I созыва возглавил в Самарской области отделение избирательного блока «Выбор России» и был третьим в региональном списке на выборах. Блок выступал в поддержку реформ президента Бориса Ельцина. «Выбор России» получил 15 % голосов избирателей. Этого было недостаточно, чтобы М. Фейгин прошёл в Думу.

#### Работа в Государственной думе
4 января 1994 года ЦИК прекратила полномочия восьми депутатов, не представивших письменных обязательств о прекращении несовместимой со статусом деятельности, и он занял место одного из них, став таким образом самым молодым депутатом. Состоял во фракции «Выбор России» и был членом комитета по вопросам местного самоуправления Государственной думы. Был одним из разработчиков первой редакции Федерального закона «Об общих принципах организации местного самоуправления в РФ».
В 1994 году — член инициативной группы партии Демократический выбор России (ДВР). 7 апреля 1995 года прошла конференция Самарской территориальной организации ДВР, на которой Фейгина исключили из партии.
В 1995 году во время Первой чеченской войны участвовал в гуманитарных миссиях по спасению российских военнопленных.
В декабре 1995 года баллотировался в Госдуму второго созыва и параллельно выставил свою кандидатуру по мажоритарному Самарскому ИО № 153. В Госдуму пройти не удалось. По результатам же голосования в округе Фейгин оказался на восьмом месте (из 15 кандидатов).
В том же году Фейгин окончил юридический факультет Самарского государственного университета.
В 1996—1997 годах занимал пост главного редактора ежедневной самарской газеты «Числа».
В 1996 году — юрист юридической консультации «Самара-адвокат».

#### Боснийская война
По данным интернет-газеты Lenta.ru, вместе с друзьями из НТС ездил участвовать в Боснийской войне в составе Армии боснийских сербов под командованием Ратко Младича. Также о своём участии в этой войне в составе сербской армии под командованием Ратко Младича Фейгин рассказал в интервью изданию «Фонтанка».
Фейгин писал: «Под началом генерала Младича я воевал в Боснии в 90-х, будучи бойцом I Хотоньского батальона II Романийской бригады (личный номер 2953) войска Республики Сербской. Это было последним местом моей службы, а провоевал я от Книна (Сербская Краина) и до Сараево (Босния). Так что знаю, о чём говорю».

### Администрация Самары
После избрания мэром Самары Георгия Лиманского (1997), приятеля Фейгина, назначен заместителем мэра. В статусе вице-мэра с 1997 по 2007 год возглавлял представительство Самары в Москве. В это время он преимущественно жил в Москве. Избранный в 2006 году новый мэр Самары Виктор Тархов предлагал Фейгину стать его советником, в статусе которого Фейгин проработал до июня 2008 года.
В 1998 году стал лауреатом премии года журнала «Новый мир» в разделе публицистики за цикл статей по национально-политической проблематике взаимоотношений государств бывшего СССР.
В 1999 году в Поволжской академии государственной службы защитил кандидатскую диссертацию на тему «Конституционные основы местного самоуправления в Российской Федерации», кандидат юридических наук.
В 2000 году избран председателем Самарского регионального отделения ДВР, при этом полномочия бывшего председателя организации Рувиля Ибрагимова прекращены не были. Через месяц по инициативе Фейгина была создана Самарская городская организация «Союз правых сил», аналогичная уже существующей. В том же году окончил Институт бизнеса и делового администрирования при Академии народного хозяйства при Правительстве РФ и в 2002 году — Дипломатическую академию МИД России.
Автор более 20 опубликованных научных работ в области муниципального права. Автор книг: «В западне», монографий — «Конституционные основы местного самоуправления в РФ», «Кодификация законов о местном самоуправлении в Российской Федерации», учебника «Государственная власть и местное самоуправление» и др.

### Адвокатская практика
В 1990-х годах во время работы в Москве получил статус адвоката, но адвокатской практикой начал заниматься в 2000-х годах. Среди его политических дел были защита обвинявшегося в экстремизме исламского публициста Гейдара Джемаля и участницы захвата приёмной МИД активистки «Другой России» Ольги Комаровой (приговорена к штрафу). Широкую известность Фейгин получил как один из адвокатов по резонансному делу панк-группы Pussy Riot (все участницы были осуждены).
Также Фейгин защищал:
- Леонида Развозжаева (Фейгин был отстранён от дела, поскольку привлекался как свидетель, в связи с выступлением на митинге 6 мая 2012 года),
- Аркадия Бабченко[13] (покинул Россию),
- лидера «Русского образа» Илью Горячева (приговорён к пожизненному лишению свободы),
- обвиняемого по делу Arctic Sunrise Дмитрия Литвинова[14] (освобождён по амнистии),
- казахского политика и предпринимателя Мухтара Аблязова (осуждён судом Казахстана заочно, но Франция отказала в выдаче Аблязова РФ)[15],
- украинскую военную лётчицу Надежду Савченко (приговорена к 22 годам лишения свободы, но через месяц после приговора была обменена на российских военнослужащих)[16],
- бывшего главу Меджлиса крымских татар Мустафу Джемилева[17],
- публициста Андрея Пионтковского (покинул Россию)[18],
- бывшего главу Бахчисарайской районной администрации Крыма Ильми Умерова (сразу после приговора был обменян на двух оперативников ФСБ Турцией)[19],
- украинского журналиста Романа Сущенко (приговорён к 12 годам лишения свободы, через год после приговора был обменян Украиной на российских граждан в сентябре 2019 года)[20]
- и других.

В 2011—2012 годах вёл на радиостанции «RLN.FM» передачу «Точка зрения с Марком Фейгиным». В 2012 году вошёл в число «20 наименее влиятельных мужчин года» в России по версии журнала GQ (немного раньше он входил в рейтинг GQ самых влиятельных юристов России).
10 марта 2016 года, когда судебный процесс по делу Надежды Савченко подходил к концу, опубликовал адресованное ей письмо с призывом прекратить голодовку, якобы за авторством Петра Порошенко. Однако в дальнейшем выяснилось, что реальными авторами письма были российские пранкеры Вован и Лексус.
В октябре 2016 года адвокаты Николай Полозов и Марк Фейгин обвинили своего коллегу по защите Надежды Савченко Илью Новикова в «работе на Кремль» и непрофессионализме. Полозов и Фейгин поссорились с Новиковым в ходе дела Савченко: Полозов обвинил Новикова в участии в форуме прокремлевской молодежи на Селигере; в том, что он был адвокатом бывшего главы «Росмолодежи» Сергея Белоконева; в том, что Новиков был связан с помощником президента России Владиславом Сурковым. Фейгин поддержал Полозова: «Всё, что написал Коля Полозов про Новикова, чистейшая правда. Причем, в очень мягком варианте. Реальность куда жестче». Новиков назвал Полозова «лжецом» и сказал, что он написал пост по просьбе Фейгина. В ноябре 2016 года Новиков назвал конфликт с Фейгиным «личным». 9 августа 2017 года Адвокатская палата Москвы вынесла Фейгину и Новикову предупреждения после их конфликта в соцсетях.

#### Лишение статуса адвоката (2018)
24 апреля 2018 года адвокатская палата Москвы лишила Марка Фейгина статуса адвоката за нецензурные высказывания в социальных сетях в адрес коллег-адвокатов и их клиентов. Жалоба на Фейгина поступила от адвоката Сталины Гуревич, которая защищала украинского блогера Анатолия Шария. По версии Фейгина его лишили статуса «за три твита, касающиеся Шария». В июле 2017 года в эфире радиостанции «Говорит Москва» Фейгин, заявил о том, что Шарий «проходит по делу о педофилии». После этого Шарий подал иск о защите чести и достоинства в Хамовнический районный суд Москвы, который впоследствии был удовлетворён (см. ниже). Вскоре после обращения Шария в суд, Фейгин в соцсетях разразился матерной бранью в адрес Гуревич, однако Адвокатская палата Москвы отказалась открывать дело на Фейгина по этой причине. Следственный комитет России отклонил жалобу о привлечении Фейгина к уголовной ответственности по статье о клевете на Шария, после чего, по утверждению Гуревич, Фейгин снова начал оскорблять её в соцсетях, и второе её заявление палата приняла и удовлетворила. Фейгин назвал дело политическим, с целью вывода его из процесса по делу украинского журналиста Романа Сущенко. 17 августа 2018 года Хамовнический суд Москвы отказал Фейгину в иске о восстановлении его в статусе адвоката.

### Конфликт с Анатолием Шарием
13 июля 2017 года в эфире программы «Своя правда» на радиостанции «Говорит Москва» Марк Фейгин заявил: «Он [Шарий] проходит по делу о педофилии, я думаю, что им есть кому заниматься. Так что этого товарища, надеюсь, рано или поздно привлекут к ответственности. Педофилы почему-то кучкуются вокруг Кремля». На возражение ведущего, что информация об уголовном деле против блогера является недостоверной, Фейгин в утвердительной форме заявил: «Насчет Шария? Вполне достоверная».
18 июля 2017 года адвокаты Анатолия Шария обратились в Хамовнический суд Москвы и в Следственный комитет Российской Федерации в связи с заявлением Фейгина. А. Шарий потребовал опровергнуть распространённые Фейгиным сведения. Фейгин отказался приносить извинения.
25 октября 2017 года Шарий выиграл иск. Хамовнический суд Москвы обязал М. Фейгина опровергнуть распространённые им сведения и взыскал с него 66 тысяч рублей на покрытие судебных расходов. 20 апреля 2018 года решение вступило в законную силу. 27 декабря того же года Фейгин в эфире радиостанции «Говорит Москва» заявил, что распространенные им сведения об Анатолие Шарие не соответствуют действительности.
31 августа 2018 года Фейгин подал иск к Шарию за грубые и нецензурные высказывания в социальных сетях. 6 марта 2019 года Хамовнический суд Москвы частично удовлетворил иск бывшего адвоката, взыскав с Шария 100 тысяч рублей и судебные расходы в размере 40 тысяч рублей.

### Оппозиционная деятельность и политические взгляды

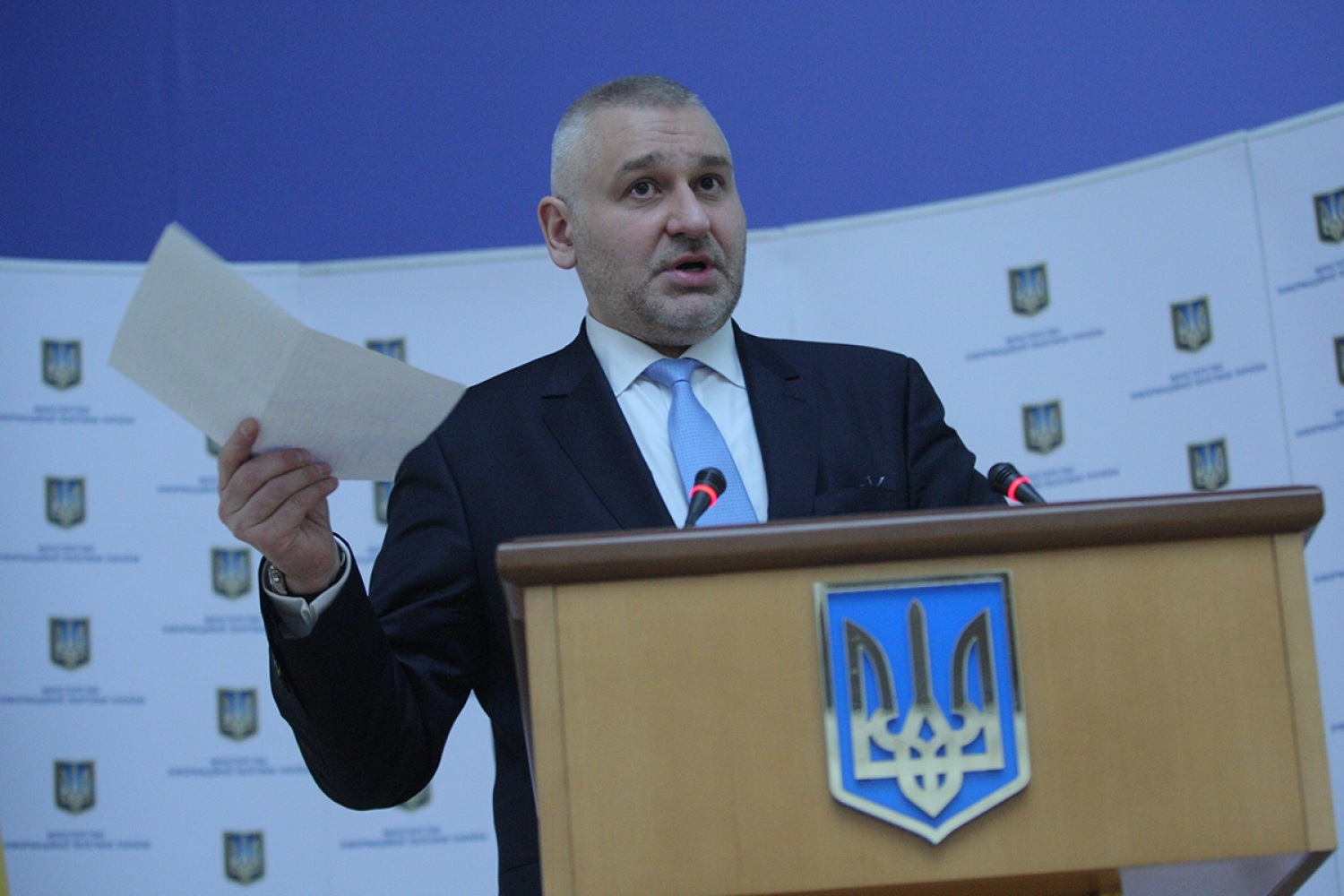
Фейгин во время судебного процесса по делу украинского журналиста Романа Сущенко

В августе 2006 года возглавил Самарское региональное отделение Российского народно-демократического союза Михаила Касьянова. Вошёл в президиум НДС.
В 2007 году после победы на выборах мэра Самары Виктора Тархова потерял пост в администрации города. Перед президентскими выборами 2008 года был доверенным лицом Касьянова как кандидата в президенты России (ему было отказано в регистрации).
В декабре 2008 года на учредительном съезде движения «Солидарность» был избран членом федерального политсовета. С декабря 2010 года по июль 2011 года — член бюро ФПС ОДД «Солидарность». В марте 2013 года он вышел из состава «Солидарности».
С апреля 2018 года по март 2020 года — член постоянного комитета Форума свободной России (Литва, г. Вильнюс).
В апреле 2018 года заявил в интервью Айдеру Муждабаеву о намерении создать российский аналог украинского сайта «Миротворец». В декабре 2018 года подтвердил это намерение на 6-м форуме «Свободная Россия» в Вильнюсе и назвал ориентировочное название проекта — «База».
В ноябре 2018 года представил Атлантическому совету в Вашингтоне «Список Путина». Против граждан России и других государств, которые там упомянуты, он предложил ввести санкции. В феврале 2020 года бывший адвокат заявил, что данный проект перестал быть актуальным.
В январе 2021 года обвинил российские власти в организации штурма Конгресса США сторонниками уходящего президента Дональда Трампа.
Ведёт собственный канал «Фейгин Live» на YouTube, насчитывающий на март 2023 года более 2 млн подписчиков и 760 млн просмотров, а также одноимённый аккаунт в Telegram. С 2021 по 2023 проводил на YouTube-канале стримы с бывшим внештатным советником руководителя офиса президента Украины Алексеем Арестовичем, которые после начала вторжения России на Украину приобрели формат регулярной (5—7 раз в неделю) сводки с фронта.
8 апреля 2022 года Минюст России внёс Фейгина в реестр СМИ — «иностранных агентов».
31 декабря 2023 года объявил об альтернативных выборах в России в 2024 году через интернет.

## Уголовное дело
26 января 2024 года был заочно арестован п. "д" ч. 2 ст. 207.3.
16 июля 2024 года Генпрокуратора РФ сообщила о том, что Басманный суд Москвы заочно приговорил юриста и общественного деятеля Марка Фейгина к 11 годам колонии общего режима по обвинению в распространении «фейков» о российской армии по мотивам политической ненависти.

## Семья
Был женат на Наталье Харитоновой. Разведён. От первого брака есть сын. 
В 2025 году у Фейгина родилась дочь. Имя ее матери он не раскрывает, но известно, что она — гражданка Украины.